# Mictodoca toxeuta
Mictodoca toxeuta är en fjärilsart som beskrevs av Edward Meyrick 1892. Mictodoca toxeuta ingår i släktet Mictodoca och familjen mätare. Inga underarter finns listade i Catalogue of Life.